# Яблочное (Сахалинская область)
Я́блочное — село в Холмском городском округе Сахалинской области России.

## География
Село находится на берегу Татарского пролива, на расстоянии 12 км к северу от города Холмск, административного центра округа.

## История
В 1905—1945 годах село принадлежало японскому губернаторству Карафуто и называлось Рантомари (яп. 蘭泊). После передачи Южного Сахалина СССР 15 октября 1947 года получило современное название — по обилию вокруг него фруктовых садов.

## Население
| 1925  | 1935  | 1959  | 1970  | 1979  | 1989  | 2002  |
| ----- | ----- | ----- | ----- | ----- | ----- | ----- |
| 2510  | ↗3946 | ↗4317 | ↘1579 | ↗2542 | ↗2681 | ↘2191 |
| 2010  | 2013  | 2021  |       |       |       |       |
| ↘1825 | ↘1716 | ↘1653 |       |       |       |       |

### Половой состав
Согласно результатам переписи 2002 года, в селе проживал 2191 человек (1090 мужчин и 1101 женщина).

## Улицы
| - ул. Антонова, - ул. Астраханская, - ул. Восточная, - ул. Железнодорожная, - ул. Заводская, - ул. Заречная, - ул. Зелёная, | - ул. Кирова, - ул. Кирпичная, - ул. Колхозная, - ул. Комсомольская, - ул. Красноармейская, - ул. Лесная, - ул. Лесозаводская, | - ул. Набережная, - ул. Октябрьская, - ул. Песчаная, - ул. Пионерская, - ул. Победы, - ул. Приморская, - ул. Рабочая, | - ул. Речная, - ул. Сахалинская, - ул. Северная, - ул. Холмская, - ул. Центральная, - ул. Чехова, - ул. Школьная. |

## Экономика
В селе функционируют рыболовецкий колхоз и плодово-ягодный совхоз и портопункт Яблочный.

## Транспорт
В селе расположена станция Яблочная Сахалинского региона Дальневосточной железной дороги.